# Sarny (huyện)
Huyện Sarny (tiếng Ukraina: Сарненський район, chuyển tự: Sarnys’kyi raion) là một huyện của tỉnh Rivne thuộc Ukraina. Huyện Sarny có diện tích 1972 km², dân số theo điều tra dân số ngày 5 tháng 12 năm 2001 là 98836 người với mật độ 50 người/km2. Trung tâm huyện nằm ở Sarny.